# Об'єктивне право
Об'єктивне право — система загальнообов'язкових норм, що мають формальне вираження, встановлюються та гарантуються державою з метою впорядкування суспільних відносин.
Іншими словами, право в об'єктивному сенсі — це масив норм, що становлять собою результат волевиявлення правотворчих органів, а також сукупність правил поведінки, застосування яких (наприклад, деяких звичаїв) санкціонується державою.
Воно є об'єктивним у тому сенсі, що безпосередньо не залежить від волі і свідомості окремої особи і безпосередньо не належить їй.
Формами вираження об'єктивного права є законодавство, правові звичаї, юридичні прецеденти, нормативні договори певної держави.
Об'єктивне право є регулятором суспільних відносин, воно формується поступово. Люди у своєму житті вступають у численні відносини, щоб задовольнити різноманітні потреби — в товарах, послугах, у створенні сім'ї, трудовій діяльності тощо. Відповідно до цього з часом формуються норми, усталені правила поведінки, які стають нормами права. Тому до такого поняття права застосовують термін «об'єктивне».
Право в об'єктивному сенсі має якості загальності та загальнообов'язковості. Воно закріплює межі юридичної свободи в соціально значущих відносинах і на цій основі забезпечує стійкість та ефективність розвитку суспільства в цілому.
Об'єктивне право залежить від об'єктивних умов розвитку суспільства, що мають економічний, політичний чи соціальний характер.
Саме цей, об'єктивний, зміст вкладається у термін «право» в словосполученнях «право певної країни», «трудове право», «авторське право», «міжнародне право» тощо. Термін «право» в подібних випадках не має множини.
З лінгвістичної точки зору, об'єктивне право є результатом взаємодії права і мови.
Поняття «об'єктивне право» можна ототожнювати з поняттям «позитивне право», але категорія «позитивне право» має іншу мету: показати, що право в широкому сенсі слова розділяється на волевстановлене (яке й називається позитивним) і природне, тобто таке, яке не залежить від волі суб'єкта нормотворчості. І позитивне, і природне право існують незалежно від бажання, волі або обізнаності конкретного індивіда. Отже (на думку Н. М. Крестовської), поняття «об'єктивне право» ширше, ніж поняття «позитивне право», і включає його.
У теорії держави і права поняття «об'єктивне право» протистоїть поняттю «суб'єктивне право», а поняття «позитивне право» — поняттю «природне право».